# Weiss (Fluss)
Die Weiss (auch Weissbach) ist ein kleiner Fluss im französischen Département Haut-Rhin, der durch das Tal von Kaysersberg fließt. Sie ist ein gut 24 km langer linker Zufluss der Fecht.

## Name
Die Weiss wurde ursprünglich Fecht (1149 Fechne) genannt. Dieser Name leitet sich vom althochdeutschen Wort fah ab, was eine Umzäunung im Wasser für den Fischfang bezeichnete. 1318 taucht der heutige Name in Form von Wissenbach auf.

## Geographie

### Verlauf
Die Weiss entspringt beim Collet du Linge auf etwa 850 m Höhe und mündet zwischen Sigolsheim und Houssen von links in die Fecht, einen Nebenfluss der Ill, die bei Straßburg in den Rhein fließt.

### Zuflüsse
- Rotenbach (links)
- Ruisseau du Lac Noir (links), 5,4 km
- Ruisseau du Lac Blanc (links)
- Surcenord (dt.: Rodweilerbach)[5] (links), 4,2 km
- Béchine (dt.: Beschbach)[5] (links), 13,1 km
- Ure (links), 6,9 km
- Limbach (rechts)
- Brittelbach (links), 3,0 km
- Kleberbach (rechts)
- Toggenbach (links), 3,7 km
- Walbach (rechts), 8,4 km

### Orte am Fluss
- Orbey
- Lapoutroie
- Kaysersberg
- Kientzheim
- Ammerschwihr
- Sigolsheim